# Pteroplatus nigriventris
Pteroplatus nigriventris är en skalbaggsart som beskrevs av Ferdinando Arborio Gattinara di Breme 1844. Pteroplatus nigriventris ingår i släktet Pteroplatus och familjen långhorningar. Inga underarter finns listade i Catalogue of Life.